# L'Aquila (provincie)
De provincie l'Aquila ligt in het westelijke deel van de Italiaanse regio Abruzzo. Ze grenst in het oosten aan de Abruzzese provincies Teramo, Pescara en Chieti. In het zuiden aan de in Molise gelegen provincies Campobasso en Isernia. Ten westen liggen de provincies behorende tot Lazio: Rieti, Roma en Frosinone. Ten slotte grenst ze in het noorden nog aan de provincie Terni die in de regio Umbria ligt.

## Territorium

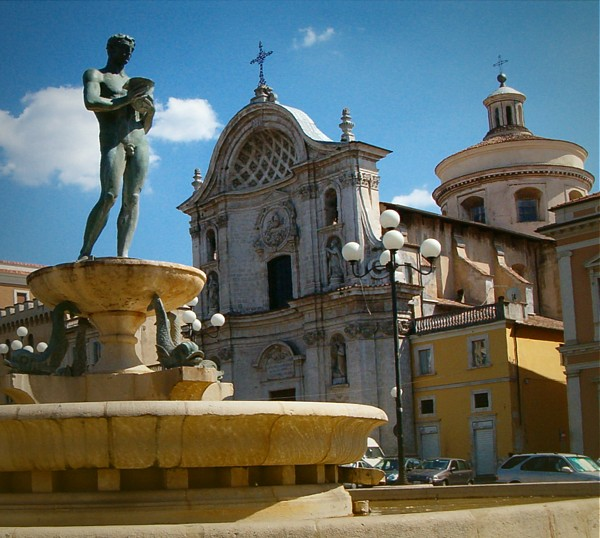
De Dom van L'Aquila

De provincie ligt in het hoogste gedeelte van de Apennijnen. De twee hoogste massieven liggen beide op het grondgebied van l'Aquila: Gran Sasso en Majella. beide hebben de status van nationaal park. In het uiterste zuiden van de provincie ligt nog een derde park, het Parco Nazionale d'Abruzzo, waar nog een groep bruine beren leeft. In dit park ligt ook het Lago di Barrea wat een van de belangrijkste toeristenoorden is. De provincie behoort tot de grootste van Italië, maar is slechts zeer dunbevolkt. De dichtstbevolkte gebieden zijn de laagvlaktes bij L'Aquila, Sulmona en Avezzano. Door de centrale ligging is de provincie het knooppunt van snelwegen en spoorlijnen.

## Belangrijke plaatsen
- L'Aquila (63.121 inw.)
- Sulmona (25.149 inw.)
- Avezzano (36.585 inw.)

## Bezienswaardigheden
Het centrum van de hoofdstad L'Aquila telt vele kerken en pleinen. Net buiten het centrum liggen de Santa Maria di Collemaggio met zijn bijzondere façade en de fontein Fontana delle 99 Canelle. Verder is er nog een enorm kasteel uit de 16de eeuw. De bergdorpen aan de zuidzijde van de Campo Imperatore zijn relatief onaangetast door de tijd. Het ommuurde Santo Stefano di Sessanio is meermaals uitgeroepen tot het mooiste Italiaanse dorp. Bijzonder is ook het kasteel van Rocca Calascio dat op 1500 meter ligt en een weids panorama biedt over de Campo Imperatore.
De stad Avezzano heeft een bijzondere ligging in de vlakte van Fucino, die zo vlak is als een spiegel. Avezzano is in de vorige eeuw tot tweemaal toe vrijwel geheel verwoest. Eerst in 1915 door een zware aardbeving, daarna werd de inmiddels herbouwde stad getroffen door bombardementen gedurende de Tweede Wereldoorlog. Sulmona is een belangrijk toeristencentrum. De belangrijkste monumenten zijn de kathedraal en het 13de-eeuwse aquaduct dat met eenentwintig gotische bogen over het Piazza del Carmine loopt. Vlak bij Sulmona ligt het kleine Pacentro met zijn stadsgezicht. De twee belangrijkste meren van de provincie zijn het Lago di Campotosto in het uiterste noorden en het Lago di Barrea helemaal in het zuiden. Het laatste meer is zeer toeristisch.

## Berggebieden
- Gran Sasso

Hoogste bergmassief van de Apennijnen. De Monte Intermesole (2634 m) is de hoogste top die in de provincie l'Aquila ligt. De allerhoogste van het massief, de Corno Grande (2912 m), behoort toe aan de provincie Teramo. De Campo Imperatore, een enorme hoogvlakte strekt zich over een lengte van 27 kilometer uit op een gemiddelde hoogte van 1800 meter. Samen met het Lagagebergte vormt het massief het Nationaal Park Gran Sasso e Monti della Laga.
- Majella

Na de Gran Sasso het hoogste gebergte van de Apennijnen. De top Monte Amaro vormt met zijn 2795 meter het hoogste punt van de provincie l'Aquila.
- Monte Velino

Deze 2487 meter hoge berg vormt samen met de buurberg Monte Sirente (2349 m) het Parco Regionale del Sirente-Velino. In dit beschermde gebied leven twee wolvengroepen.
- Marsica

De Monte Petroso (2247 m) (Monti della Meta), Monte Marsicano (2242 m) en Serra di Terrata (2208 m) zijn de hoogste toppen die liggen in het Parco Nazionale d'Abruzzo in het zuidelijke deel van de streek Marsica. Ze omsluiten het bovenste deel van het Valle del Sangro. Dit is een van de weinige gebieden in West-Europa waar nog bruine beren leven.

## Afbeeldingen
|  |  |  |
|  |  |  |

Chieti · L'Aquila · Pescara · Teramo